# Mauricio Bacarisse
Mauricio Bacarisse Casulá (Madrid, 20 de agosto de 1895-ibidem, 4 de febrero de 1931) fue un poeta, narrador, ensayista, traductor y colaborador en prensa español, primo del compositor Salvador Bacarisse.

## Trayectoria
Estudió en el Collège de la Société Française de Madrid (hoy Liceo Francés). Un fracaso económico del negocio familiar de joyería le obligó a abandonar sus estudios y buscar trabajo. En 1911 ingresó como meritorio en la compañía aseguradora La Unión y el Fénix. Compaginó la labor profesional con los estudios de bachillerato y, posteriormente, como alumno libre en la sección de Filosofía de la Facultad de Filosofía y Letras de la Universidad de Madrid, donde obtuvo Premio Extraordinario de fin de carrera en 1922. Desempeñó la cátedra de filosofía por oposición en los institutos de Mahón, Lugo y Ávila. 
Su primer libro fue el poemario El esfuerzo (1917), encuadrado en la estela del Modernismo y de Juan Ramón Jiménez. El paraíso desdeñado (1928) y Mitos (1930) presentan ya formas y temas anclados en el ámbito de la poesía pura y el influjo del Ultraísmo. Fue incluido por Gerardo Diego en la segunda edición de su antología Poesía española contemporánea (1934). Práctiicamente olvidado tras su temprana muerte a los 36 años de edad, en 1989 se editó su Poesía completa. Su producción narrativa se reduce a Las tinieblas floridas (1927) y Los terribles amores de Agliberto y Celedonia (1931) (Premio Nacional de Literatura de 1930), obra de técnica y contenidos típicamente vanguardistas. Asiduo a la tertulia del Café Pombo, aparece retratado por José Gutiérrez Solana en su famoso lienzo, Tertulia del café de Pombo.
Como traductor, pueden citarse Los poetas malditos y Antaño y hogaño, ambas de Paul Verlaine, y Edipo rey, de Sófocles (en colaboración con Luis Fernández Ardavín). Reconocido, con el paso del tiempo, como el hombre de la gabardina blanca en la foto generacional del Ateneo de Sevilla en homenaje a Góngora, en 1927, Mauricio fue primo del compositor Salvador Bacarisse Chinoria.